# Wolfgang Schwartzkopff
Wolfgang Schwartzkopff (* 1886 in Frankfurt am Main; † 1943 in Berlin) war ein deutscher Bildhauer. Bekannt wurde er durch Skulpturen in Marmor, Bronze und Porzellan sowie durch Brunnen- und Figurenschmuck im öffentlichen Raum.

## Leben
Schwartzkopff studierte an den Kunstakademien in Kassel und Weimar. Er war Schüler von Louis Kolitz und von Professor Adolf Brütt. Mit plastischen Arbeiten war er auf der Großen Berliner Kunstausstellung vertreten. Zudem war er Mitglied im Reichsverband bildender Künstler Deutschlands.
Als Bildhauer arbeitete er in unterschiedlichen Materialien, darunter Marmor, Bronze und Porzellan. Er schuf Entwürfe für die Schwarzburger Werkstätten für Porzellankunst und später auch für die Porzellanfabrik Rosenthal sowie die Porzellanmanufaktur Meissen.

## Werke
- 1913: Liebespaar
- 1920/21: Aschermittwoch
- bis 1924: Quittenbaum

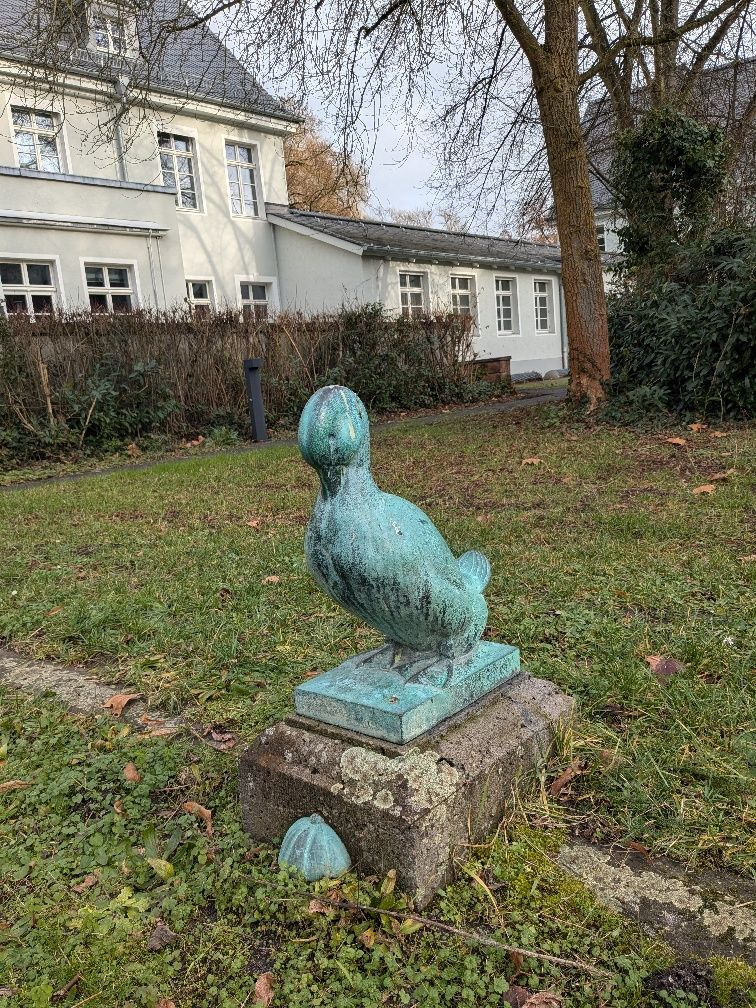
Entenbrunnen im Park der ehemaligen Kinderklinik Marburg (1927)

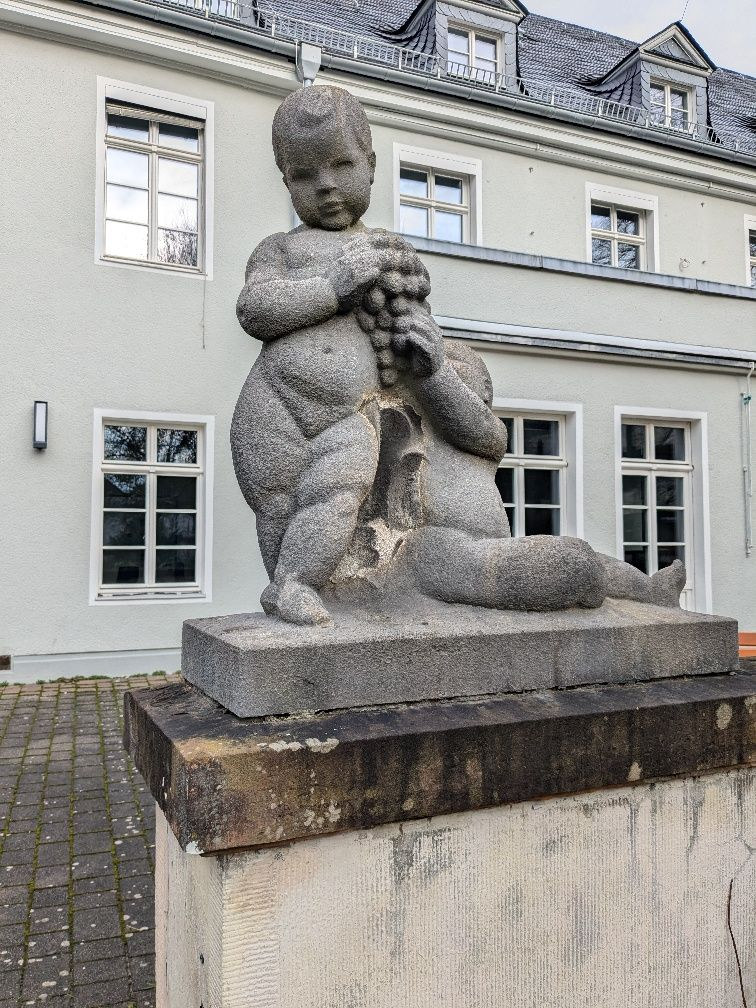
Putten im Park der ehemaligen Kinderklinik Marburg (1927)

- 1927: Enten-Plantschbecken und Putten im Park der ehemaligen Kinderklinik Marburg
- 1928: Carmen
- ohne Jahr: Sitzender Mädchenakt auf Postament
- ohne Jahr: Büste König Friedrich II. von Preußen („Alter Fritz“)